# Dalbergia glaucescens
Dalbergia glaucescens är en ärtväxtart som först beskrevs av George Bentham, och fick sitt nu gällande namn av George Bentham. Dalbergia glaucescens ingår i släktet Dalbergia, och familjen ärtväxter. Inga underarter finns listade i Catalogue of Life.